# سفارة بروناي لدى البحرين
سفارة بروناي لدى البحرين هي البعثة الدبلوماسية لبروناي لدى مملكة البحرين، وتقع بالعاصمة المنامة.